# الأردن في الألعاب الأولمبية الصيفية 2016
شارك الأردن في الألعاب الأولمبية الصيفية لعام 2016 التي أقيمت في ريو دي جانيرو في البرازيل ، في الفترة من 5 إلى 21 أغسطس 2016. وتعتبر هذه المشاركة هي العاشرة للأردن على التوالي في الألعاب الأولمبية الصيفية منذ عام 1980.
كانت نادين دواني لاعبة التايكوندو هي رئيسة الوفد المشارك، وقد اختارت اللجنة الأولمبية الأردنية فريقاً من ثمانية رياضيين (سبعة رجال وامرأة واحدة) ، للتنافس في ستة رياضات في الألعاب الأولومبية (التایكواندو والجودو والترایثلون والعاب القوى والملاكمة والسباحة) ، منهم اثنين من الرياضيين الذين شاركوا سابقا في بطولة الألعاب الأولومبية سنة 2012 في لندن وهما: مثقال أبو دريس وتاليتا بقلة، وأختير ملاكم الوزن الثقيل حسين عشيش من قبل اللجنة لحمل العلم الأردني في حفل الافتتاح .
حقق الأردن في هذه البطولة ميدالية ذهبية واحدة فقط، وهي الذهبية التي فاز بها لاعب التايكويندو أحمد أبو غوش في فئة وزن الريشة للرجال. 

## الرياضيون المشاركون
مثل الأردن في ھذه البطولة اللاعبون: أحمد ابوغوش (تایكواندو) ، حسین عشیش وعبادة الكسبة (ملاكمة)، تالیتا بقلة وخضر بقلة (سباحة)، لورانس فانوس (ترایثلون)، إبراهيم خلف (الجودو)، مثقال أبو دریس (ألعاب القوى- ماراثون).

### التايكوندو
شارك الأردن بلاعب واحد في لعبة التايكوندو في الألعاب الأولمبية وهو اللاعب أحمد أبو غوش الذي حصل على الميدالية الذهبية الوحيدة للأردن في هذه البطولة:
| اللاعب       | المنافسة           | الدور الأول          | دور ربع النهائي                        | دور نصف النهائي               | النهائي                    | النهائي |
| اللاعب       | المنافسة           | الخصم النتيجة        | الخصم النتيجة                          | الخصم النتيجة                 | الخصم النتيجة              | الترتيب |
| ------------ | ------------------ | -------------------- | -------------------------------------- | ----------------------------- | -------------------------- | ------- |
| أحمد أبو غوش | رجال - وزن 68 كيلو | زاكي (مصر) · فاز 9–1 | لي داي هون (كوريا الجنوبية) · فاز 11–8 | جونزاليس (إسبانيا) · فاز 12–7 | دينسنكو (روسيا) · فاز 10–6 | الأول   |

### الملاكمة
شارك الأردن بلاعبي ملاكمة اثنين في فئتين مختلفتين. شارك اللاعب حسين عشيش بوزن فوق الثقيل بعد تأهله في بطولة آسيا وأوقيانيا التأهيلية 2016 والتي أقيمت في قينان في الصين. أما عبادة الكسبة فقد تلقّى دعوة من لجنة التنافس الثلاثية ويلعب في فئة وزن الوسط الخفيف:
| اللاعب       | المنافسة            | الدور 32                         | الدور 16                         | الدور ربع النهائي           | الدور نصف النهائي | النهائي       | النهائي  |
| اللاعب       | المنافسة            | الخصم النتيجة                    | الخصم النتيجة                    | الخصم النتيجة               | الخصم النتيجة     | الخصم النتيجة | المركز   |
| ------------ | ------------------- | -------------------------------- | -------------------------------- | --------------------------- | ----------------- | ------------- | -------- |
| عبادة الكسبة | وزن وسط الخفيف رجال | آرثر بيارسلانوف (كندا) · خسر 0–3 | لم يتأهل                         | لم يتأهل                    | لم يتأهل          | لم يتأهل      | لم يتأهل |
| حسين عشيش    | وزن فوق ثقيل رجال   | Bye                              | ميهاي نستور (رومانيا) · فاز 2-10 | توني يوكا (فرنسا) خسر 3 - 0 |                   |               |          |

### السباحة
شارك الأردن بلاعبين اثنين في رياضة السباحة وهما الأخوان خضر بقلة وتاليتا بقلة، ولم يتمكنا من التأهل لدور قبل النهائي :
| اللاعب      | المنافسة                 | الدور الأول   | الدور الأول | قبل النهائي | قبل النهائي | النهائي  | النهائي  |
| اللاعب      | المنافسة                 | الزمن         | الترتيب     | الزمن       | الترتيب     | الزمن    | الترتيب  |
| ----------- | ------------------------ | ------------- | ----------- | ----------- | ----------- | -------- | -------- |
| خضر بقلة    | سباحة حرة 200 متر - رجال | 1:48.42 دقيقة | 31          | لم يتأهل    | لم يتأهل    | لم يتأهل | لم يتأهل |
| تاليتا بقلة | سباحة حرة 50 متر - سيدات | 26.48 ثانية   | 51          | لم يتأهل    | لم يتأهل    | لم يتأهل | لم يتأهل |

### ترایثلون
شارك الأردن بلاعب واحد فقط في لعبة الترایثلون وهو الاعب لورنس فانوس وحل في المركز ال 46 من أصل 50 لاعب تنافسوا في هذه الرياضة: 
| اللاعب      | المنافسة | سباحة (1.5 كم) | ركوب الدراجة (40 كم) | الجري (10 كم) | الزمن الكلي  | الترتيب |
| ----------- | -------- | -------------- | -------------------- | ------------- | ------------ | ------- |
| لورنس فانوس | رجال     | 18:16          | 59:34                | 35:47         | 1:55.05 ساعة | 46      |

### الجودو
تأهل لاعب جودو أردني واحد للمشاركة في أولمبياد 2016 وهو اللاعب إبراهيم خلف عن وزن 90 كغم، وتعتبر هذه أول مرة يشارك فيها الأردن في الجودو في الألعاب الأولمبية. جاء تأهل إبراهيم عن منطقة آسيا على اعتباره صاحب أعلى مرتبة في الأردن حسب تصنيف الاتحاد العالمي الذي أجري في 30 أيار 2016
| اللاعب      | المنافسة        | الدور 64                        | الدور 32      | الدور 16      | الدور ربع النهائي | الدور نصف النهائي | تأهل تلقائي   | النهائي/ BM   | النهائي/ BM |
| اللاعب      | المنافسة        | الخصم النتيجة                   | الخصم النتيجة | الخصم النتيجة | الخصم النتيجة     | الخصم النتيجة     | الخصم النتيجة | الخصم النتيجة | المركز      |
| ----------- | --------------- | ------------------------------- | ------------- | ------------- | ----------------- | ----------------- | ------------- | ------------- | ----------- |
| إبراهيم خلف | وزن 90 كغم رجال | توماس برسينو (تشيلي) · خسر 0–11 | لم يتأهل      | لم يتأهل      | لم يتأهل          | لم يتأهل          | لم يتأهل      | لم يتأهل      | لم يتأهل    |

### ألعاب القوى- ماراثون
شارك الأردن بلاعب واحد فقط في منافسات ماراثون الرجال وهو اللاعب مثقال أبو دريس وحقق الترتيب 140 من أصل 155 لاعب تنافسوا في هذه الرياضة: 
| اللاعب         | المنافسة | الزمن الكلي  | الترتيب |
| -------------- | -------- | ------------ | ------- |
| مثقال أبو ضریس | رجال     | 2:46:18 ساعة | 140     |

## مقالات ذات صلة
- الأردن في الألعاب الأولمبية الصيفية 2012
- الأردن في الألعاب الأولمبية الصيفية 2008
- الأردن في الألعاب الأولمبية الصيفية 2004